# Jermuk, Vayots Dzor
Jermuk là một đô thị thuộc tỉnh Vayots Dzor, Armenia. Dân số ước tính năm 2011 là 6225 người.